# Георги Найденов (генерал)
Вижте пояснителната страница за други личности с името Георги Найденов.
Георги Пенчев Найденов е български партизанин, офицер, генерал-майор.

## Биография
Роден е на 20 ноември 1922 г. в пазарджишкото село Бъта. От 1938 г. е член на РМС, а от 1944 г. и на БКП. Секретар на Околийския комитет на РМС. От 1938 до 1940 г. е политически емигрант в Югославия. През 1943 г. завършва реална гимназия. Между май и октомври 1943 г. е мобилизиран в 1-ва трудова дружина в Беломорска Тракия. От 5 юли 1944 г. е партизанин в партизанска бригада „Георги Бенковски“. От 9 септември 1944 г. е командир на рота в доброволческа дружина. Между 7 януари и 31 юли 1945 г. е помощник-командир на 3-то артилерийско отделение в 16-и дивизионен артилерийски полк. След това до 31 януари 1946 г. е помощник-командир на артилерийско отделение в 11-и артилерийски полк. Между 1 февруари 1946 и 11 май 1947 г. завежда политическото възпитание в трети армейски артилерийски полк. На 12 май 1947 г. е назначен за началник на учебната политическа секция на четвърта пехотна дивизия, а по-късно и началник на агитационно-пропагандната секция на Дивизията. Остава на този пост до 1948 г. Между 1948 и 1949 г. е началник на културно-просветната секция на трета армия, а началник на пропагандната секция в същата армия и служи в трети армейски артилерийски полк. От 1949 до 1950 г. учи във Висше учебно заведение в СССР. Между 1950 и 1953 г. е последователно временно изпълняващ длъжнстта началник на разузнавателната секция на Командването на артилерията, старши помощник-началник на разузнавателния отдел „Бойна подготовка“ в Командването, заместник-началник на отдела, началник на инспекторат и в същото време старши инспектор в УАВ.
В периода 1953 – 1955 г. е заместник-командир по полковата артилерия на 7-а стрелкова дивизия, заместник-командир по артилерията на 1-ва стрелкова дивизия и командващ артилерията на 1-ва стрелкова дивизия. Между 1955 и 1957 г. е командващ артилерията на 15-а стрелкова дивизия. От 1957 до 1961 г. е на разпореждане на ЦК на БКП. В периода 1961 – 1966 г. учи в Зенитния факултет на Висшата артилерийска академия „Калинин“ в СССР. От 1966 до 1970 г. е командир на Радиотехнически войски към ПВО и ВВС. След това до 1975 г. е заместник-началник на Техническия комитет в Щаба на Обединените въоръжени сили. Между 1975 и 1977 г. е началник на Факултет „Родове и специални войски“ на Военната академия в София. От 1977 до 1980 г. е началник на ВНТУ към Главно управление „Въоръжена техника“. Между 1980 и 1981 г. е заместник-началник на Военната академия. След това до 1982 г. е заместник-началник по тилово и учебно МТО на Академията. Между 1982 и 1983 г. е на разпореждане на Управление „Кадри“ по щат А-144 за уволнение. На 1 април 1983 г. преминава в запаса. Умира на 2 януари 1984 г. В Централен държавен архив има информация от и за него.

## Образование
- Реална гимназия – до 1943
- Висше учебно заведение, СССР – 1949 – 1950
- Висша артилерийска академия „Калинин“, Зенитен факултет – 1961 – 1966

## Военни звания
- поручик (1 януари 1945)
- капитан (30 октомври 1946)
- майор (17 април 1950)
- подполковник (14 юни 1952)
- полковник (26 август 1957)
- полковник-инженер (27 юли 1966)
- генерал-майор-инженер (30 август 1969)[5]

## Награди
- Медал „За безупречна служба“ – II ст.
- Медал „30 години социалистическа революция“
- „Народна република България“ – III ст.
- „Червено знаме“ (1955)
- „9 септември 1944 г.“ – III ст. с мечове
- орден „За храброст“ – IV ст., 2 кл